# Synidotea nodulosa
Synidotea nodulosa là một loài chân đều trong họ Idoteidae. Loài này được Krøyer miêu tả khoa học năm 1846.